# Tridentiger brevispinis
Tridentiger brevispinis är en fiskart som beskrevs av Katsuyama, Arai och Nakamura 1972. Tridentiger brevispinis ingår i släktet Tridentiger och familjen smörbultsfiskar. Inga underarter finns listade i Catalogue of Life.